# تنها بازی در شهر
تنها بازی در شهر (انگلیسی: The Only Game in Town) یک فیلم به کارگردانی جرج استیونس است که در سال ۱۹۷۰ منتشر شد. از بازیگران آن می‌توان به الیزابت تیلور و وارن بیتی اشاره کرد.